# Nino Marchesini
Nino Marchesini, nome d'arte di Gaetano Marchesini (Lecce, 1º gennaio 1895 – Roma, 13 gennaio 1961), è stato un attore italiano, attivo in teatro, cinema e televisione.

## Biografia
Lavora in teatro distinguendosi per la dizione chiara. Debutta al cinema nel 1931 come attore di supporto. Appare in quasi tutti i generi, dalla commedia al melodramma, dal poliziesco fino al mitologico. Attivo ininterrottamente fino al 1960, appare anche nel primo periodo televisivo, durante gli anni cinquanta, nel dramma Il sogno dello zio tratto dalla novella omonima di Fëdor Dostoevskij e diretto da Guglielmo Morandi e nello sceneggiato L'alfiere diretto da Anton Giulio Majano. Sposato con l'attrice teatrale e cinematografica Italia Marchesini, con la quale reciterà spesso insieme, si spegne nella capitale italiana all'età di 66 anni, dopo quasi 70 pellicole interpretate.
Il figlio Gianni Mantesi è stato anch'egli attore e doppiatore.

## Filmografia
- Stella del cinema, regia di Mario Almirante (1931)
- Il feroce Saladino, regia di Mario Bonnard (1937)
- Eravamo sette vedove, regia di Mario Mattoli (1939)
- L'amore si fa così, regia di Carlo Ludovico Bragaglia (1939)
- Lo vedi come sei... lo vedi come sei?, regia di Mario Mattoli (1939)
- Abbandono, regia di Mario Mattoli (1940)
- Amami Alfredo, regia di Carmine Gallone (1940)
- Antonio Meucci, regia di Enrico Guazzoni (1940)
- Arditi civili, regia di Domenico Gambino (1940)
- La figlia del Corsaro Verde, regia di Enrico Guazzoni (1940)
- L'assedio dell'Alcazar, regia di Augusto Genina (1940)
- Non me lo dire!, regia di Mario Mattoli (1940)
- Amore imperiale, regia di Alexandre Wolkoff (1941)
- Beatrice Cenci, regia di Guido Brignone (1941)
- A che servono questi quattrini?, regia di Esodo Pratelli (1942)
- Catene invisibili, regia di Mario Mattoli (1942)
- Colpi di timone, regia di Gennaro Righelli (1942)
- I due Foscari, regia di Enrico Fulchignoni (1942)
- Fedora, regia di Camillo Mastrocinque (1942)
- Malombra, regia di Mario Soldati (1942)
- M.A.S., regia di Romolo Marcellini (1942)
- Paura d'amare, regia di Gaetano Amata (1942)
- La signorina, regia di Ladislao Kish (1942)
- Dagli Appennini alle Ande, regia di Flavio Calzavara (1943)
- Enrico IV, regia di Giorgio Pàstina (1943)
- La contessa Castiglione, regia di Flavio Calzavara (1944)
- La Fornarina, regia di Enrico Guazzoni (1944)
- I dieci comandamenti, regia di Giorgio Walter Chili (1945)
- La rivincita di Baccarat, regia di Jacques De Baroncelli (1946)
- Rocambole, regia di Jacques de Baroncelli (1947)
- Lohengrin, regia di Max Calandri (1947)
- Il barone Carlo Mazza, regia di Guido Brignone (1948)
- Zappatore, regia di Rate Furlan (1950)
- La figlia del mendicante, regia di Carlo Campogalliani (1950)
- Peppino e la vecchia signora, regia di Piero Ballerini (1954)
- Il barcaiolo di Amalfi, regia di Mino Roli (1954)
- Cantami: Buongiorno Tristezza!, regia di Giorgio Pàstina (1955)
- Ciao, pais..., regia di Osvaldo Langini (1956)
- I miliardari, regia di Guido Malatesta (1956)
- Io Caterina, regia di Oreste Palella (1957)
- Lo sparviero dei Caraibi, regia di Piero Regnoli (1962)

## Prosa televisiva Rai
- I nostri sogni, regia di Guglielmo Morandi, trasmessa il 21 gennaio 1955.
- Marta la madre, regia di Anton Giulio Majano, trasmessa il 25 novembre 1960.